# Thisbe palilis
Thisbe palilis är en fjärilsart som beskrevs av Hans Ferdinand Emil Julius Stichel 1910. Thisbe palilis ingår i släktet Thisbe och familjen Riodinidae. Inga underarter finns listade i Catalogue of Life.